# Евгеньев, Сергей Иванович
Сергей Иванович Евгеньев (30.03.1923-24.05.2004) — капитан среднего рыболовного траулера № 4389 базы экспедиционного сельдяного лова (Клайпеда Литовской ССР), Герой Социалистического Труда (11.08.1960).

## Биография
Родился 30 марта 1923 года в деревне Малое Баранково (ныне Бежецкий район Тверской области). Окончил неполную среднюю школу в деревне Княжево (1938), два курса индустриального техникума в Калязине, с октября 1940 по май 1941 года обучался в аэроклубе в городе Кимры.
В июне 1941 года призван в РККА и направлен сначала в Батайскую авиашколу имени Серова, затем в 21-ю авиашколу в Телави (Грузия). С марта 1943 года — курсант авиашколы воздушных стрелков в Кировограде. С января 1944 года воздушный стрелок 2-й Ивановской школы дальней авиации.
Участник боевых действий с октября 1944 года: воздушный стрелок самолета Ил-2 в составе 683-го штурмового авиаполка, 1-й Прибалтийский фронт. После окончания войны служил в Прибалтийском военном округе. Демобилизовался в мае 1948 года.
Остался жить там же, где служил — в Калининградской области. В г. Мамоново окончил курсы в учебно-курсовом комбинате, и работал помощником капитана малого рыболовного траулера управления тралового флота. С июня 1949 года, после окончания курсов, — капитан траулера.
В 1952—1953 годах учился на курсах штурманов дальнего плавания при Клайпедском мореходном училище, после чего работал капитаном на средних рыболовных траулерах.
В сентябре 1955 года переведён в Клайпедское управление сельдевого флота на должность капитана среднего рыболовного траулера № 4389 базы экспедиционного сельдяного лова. Отстающий траулер вывел в передовые, и постоянно добивался высоких показателей в работе.
Указом Президиума Верховного Совета СССР от 11 августа 1960 года за выдающиеся успехи в развитии рыбного промысла в открытых морях и достигнутые высокие показатели в добыче рыбы присвоено звание Героя Социалистического Труда с вручением ордена Ленина и золотой ведали «Серп и Молот».
С августа 1960 года капитан большого морозильного траулера «Зигмас Ангаретис». С сентября 1964 года капитан рефрижератора «Казис Гедрис». С августа 1974 года капитан аварийного спасательного морского буксира «Рамбинас».
С марта 1983 года на пенсии.
Жил в Клайпеде (Латвия), затем — у сына в г. Сафоново Смоленской области.
Умер 25 мая 2004 года. Похоронен в Сафонове на Бабахинском кладбище.
Награждён орденом Отечественной войны 2-й степени (11.30.1985), медалью «За трудовую доблесть» (28.05.1960).
Делегат XXII съезда КПСС.